# Artabotrys stolonifer
Artabotrys stolonifer este o specie de plante angiosperme din genul Artabotrys, familia Annonaceae, descrisă de Adolph Daniel Edward Elmer. Conform Catalogue of Life specia Artabotrys stolonifer nu are subspecii cunoscute.